# GW170817
GW170817 là một tín hiệu sóng hấp dẫn (GW) được quan sát bởi các máy dò LIGO và Virgo vào ngày 17 tháng 8 năm 2017. Tín hiệu sóng hấp dẫn tạo ra ở những phút cuối cùng của hai sao neutron chuyển động xoáy ốc quanh nhau và cuối cùng va chạm sáp nhập, và đây là tín hiệu GW đầu tiên được xác nhận ngoài sóng hấp dẫn bằng các bức xạ điện từ kèm theo.
Không giống như các sóng hấp dẫn đã đo được ở các lần trước, mà đó là hai lỗ đen sáp nhập và không kỳ vọng sẽ tạo ra các bức xạ điện từ có thể quan sát được, hậu quả của vụ va chạm này cũng được trên 70 đài quan sát thiên văn ở 7 lục địa và trong không gian theo dõi, trên toàn phổ của dải sóng điện từ, đánh dấu bước đột phá quan trọng cho thiên văn học đa thông điệp (multi-messenger astronomy).
Chi tiết hơn, có ba giai đoạn quan sát tách biệt, và chứng cứ mạnh mẽ cho thấy chúng có nguồn gốc từ cùng một sự kiện thiên văn vật lý:
- GW170817, xảy ra trong xấp xỉ 100 giây, và thể hiện các đặc tính ở tần số và cường độ sóng hấp dẫn của quá trình chuyển động xoáy ốc và va chạm của hai sao neutron. Bằng việc phân tích sự chênh lệch trong thời gian đến của sóng hấp dẫn giữa ba đài quan sát (hai trạm LIGO và một trạm Virgo) cho phép tìm ra hướng và vị trí của nguồn phát trên bầu trời.
- GRB 170817A, một chớp gamma ngắn (~ 2 giây) phát hiện bởi hai tàu không gian Fermi và INTEGRAL ở thời điểm sau 1,7 giây sau khi có tín hiệu GW từ vụ va chạm.[2][11][12] Hai tàu không gian này có độ nhạy giới hạn, và phạm vi bầu trời thể hiện vùng có khả năng nguồn phát nằm trong của hai tàu giao nhau trên diện tích lớn cũng bao phủ vùng bầu trời của nguồn sóng hấp dẫn. Từ lâu các nhà thiên văn vật lý đã cho rằng các chớp tia gamma ngắn do sự sáp nhập của hai sao neutron gây ra.
- AT 2017gfo, một sự kiện thiên văn quang học nhanh tàn được tìm thấy 11 tiếng sau đó nằm ở thiên hà NGC 4993[13] trong khi các nhà thiên văn học đang ráo riết tìm kiếm trong vùng xác định bởi sóng hấp dẫn và hai tàu không gian quan sát tia gamma. Sau đó sự kiện này được rất nhiều kính thiên văn quan sát, từ bước sóng vô tuyến đến tia X, trong khoảng thời gian từ vài ngày đến vài tuần, chỉ ra các đặc trưng (đám mây vật chất giàu neutron chuyển động nhanh, nguội đi nhanh chóng) như mong đợi từ vật chất phóng ra của vụ va chạm hai sao neutron.

## Công bố
Quan sát được công bố chính thức vào ngày 16 tháng 10 năm 2017 tại một cuộc họp báo tổ chức tại National Press Club ở Washington, D.C. và trụ sở của ESO ở Garching bei München, Đức.
Một vài thông tin đã bị tiết lộ ra ngoài trước khi LSC công bố chính thức, khi nhà thiên văn học J. Craig Wheeler ở Đại học Texas tại Austin đăng dòng tweet ngày 18 tháng 7 năm 2017 "New LIGO. Source with optical counterpart. Blow your sox off!". Vài hôm sau ông đã xóa dòng tweet và xin lỗi khi đã đăng tin trước khi có bất kỳ một thông báo chính thức nào từ LSC. Một số người khác bắt đầu theo dõi tin đồn, và đăng lên các website rằng một số lịch hoạt động của một số kính thiên văn lớn đã bị ngắt để dành ưu tiên cho quan sát thiên hà NGC 4993, một thiên hà nằm cách Mặt Trời 40 Mpc (130 Mly) trong chòm sao Trường Xà. Nhóm hợp tác khoa học LIGO/Virgo ban đầu từ chối bình luận về tin đồn và đăng trên website của họ rằng họ vẫn đang trong quá trình phân tích các dữ liệu thu thập được.
David Reitze, Giám đốc điều hành LIGO

## Quan sát sóng hấp dẫn

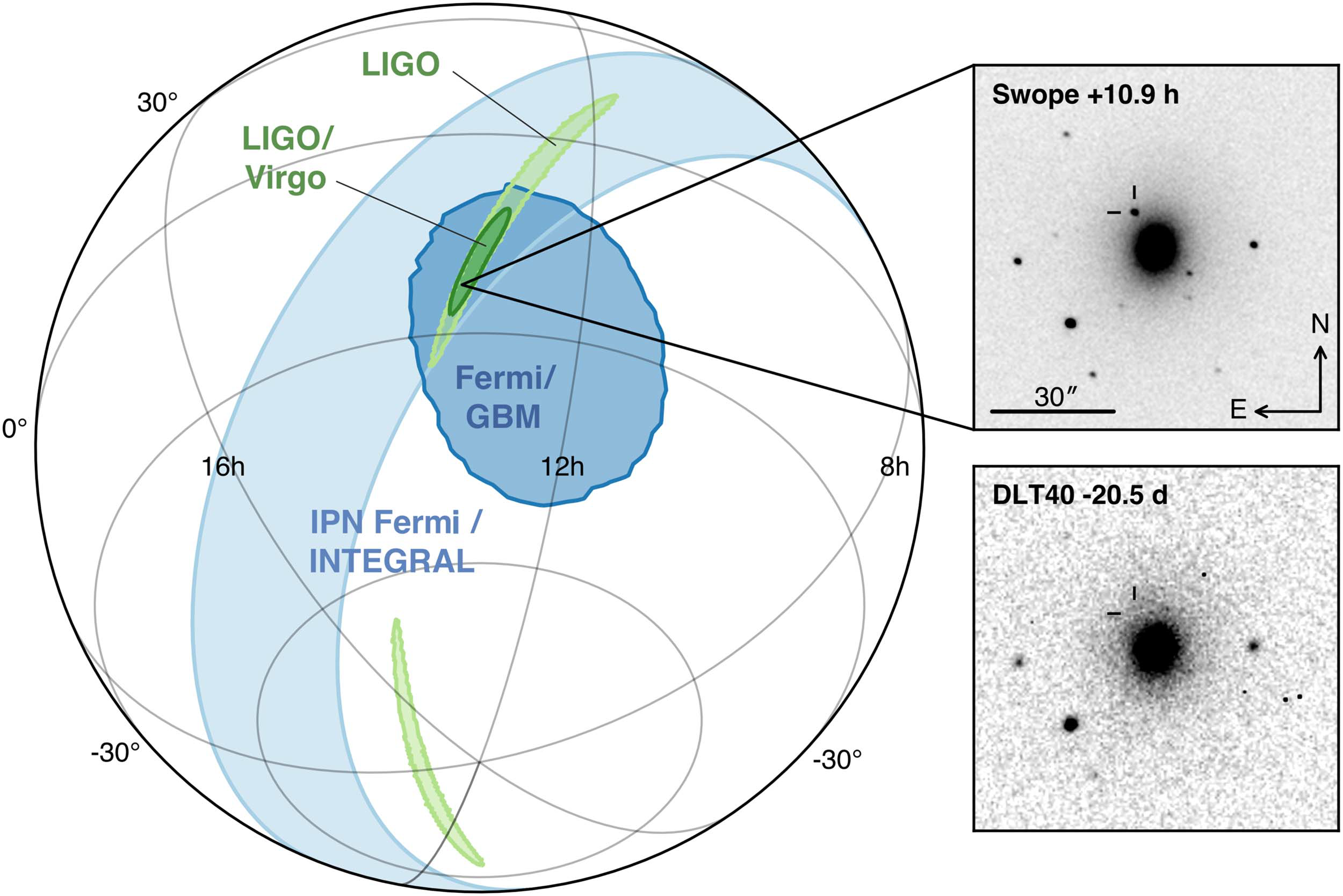
Ảnh bên trái là hình chiếu trực giao vùng bầu trời với độ tin cậy 90% xác định từ trạm LIGO (lục nhạt), phạm vi xác định bởi LIGO-Virgo (lục đậm), phạm vi xác định từ độ trễ thời gian của hai kính Fermi và INTEGRAL (lam nhạt) và với Fermi GBM (lam đậm). Hai ảnh chèn nhỏ bên phải cho vị trí của thiên hà NGC 4993, ảnh phía trên là ảnh chụp của SWOP thời điểm 10,9 tiếng sau va chạm và phía dưới là ảnh chụp của DLT40 20,5 ngày sau va chạm. Dấu thập nhỏ chỉ vị trí của nguồn trong thiên hà.

Tín hiệu sóng hấp dẫn kéo dài trong xấp xỉ 100 giây bắt đầu từ tần số 24 hertz (chu kỳ trên giây). Nó bao gồm xấp xỉ 3000 chu kỳ, tăng dần biên độ và tần số lên tới vài trăm Hz trong dạng sóng của hai thiên thể chuyển động xoắn ốc quay quanh nhau, và tín hiệu sóng hấp dẫn kết thúc vào lúc 12:41:04.4 UTC khi các đài quan trắc sóng hấp dẫn không đo thêm được gì nữa (do tín hiệu đã yếu đi). Tín hiệu SHD đến trạm Virgo ở Ý đầu tiên, sau đó 22 milli giây tới trạm LIGO-Livingston ở bang Louisiana, Hoa Kỳ, và 3 milli giây sau đó tới trạm LIGO-Hanford ở bang Washington, USA. Tín hiệu được đo và phân tích, lọc tìm và so sánh với dạng sóng mẫu (dựa trên mô phỏng số của thuyết tương đối rộng) xác định từ phương pháp xấp xỉ hậu Newton.
Một chương trình máy tính tự động tìm kiếm trong luồng dữ liệu của trạm LIGO-Hanford đã đánh dấu và gửi thông báo cho đội LIGO trong vòng 6 phút sau khi trạm đo được tín hiệu sóng hấp dẫn. Thông báo đo được chớp gamma cũng được gửi đến các nhà thiên văn ở thời điểm này sau khoảng 16 giây khi các kính thiên văn tia gamma đo được, do vậy sự trùng hợp về sự kiện sóng hấp dẫn và tia gamma cũng đã được đánh dấu và cảnh báo tới các nhà khoa học phân tích dữ liệu. Nhóm hợp tác khoa học LIGO/Virgo đã gửi thông báo (với sơ bộ vị trí nguồn phát sóng hấp dẫn và tia gamma) tới các nhà thiên văn học trong khoảng 40 phút sau khi đo được tín hiệu.
Việc tìm vị trí của nguồn phát trên bầu trời đòi hỏi kết hợp dữ liệu từ ba trạm quan trắc giao thoa kế; sự trễ thời gian này có hai nguyên nhân. Dữ liệu Virgo bị chậm do vấn đề truyền dữ liệu, và dữ liệu ở trạm LIGO Livingston bị ảnh hưởng bởi sự cố nhiễu rất ngắn trong thiết bị đo chỉ vài giây trước khi kết thúc tín hiệu SHD. Ban đầu chỉ có thông báo từ trạm Hanford sau đó các nhà phân tích dữ liệu của LIGO/Virgo đã lục lại dữ liệu ở hai hai trạm kia và phát hiện đây thực sự là một tín hiệu có nguồn gốc thiên văn vật lý, sau đó họ tiến hành xác định và khoanh vị trí của nguồn phát trên bầu trời. Phạm vi trên thiên cầu xác định bởi ba trạm có diện tích khoảng 31 độ vuông nằm ở bầu trời bán cầu nam với xác suất 90% tin cậy. Tính toán chi tiết hơn sau đó cho phép giảm diện tích phạm vi xuống còn 28 độ vuông.

## Phát hiện chùm tia gamma

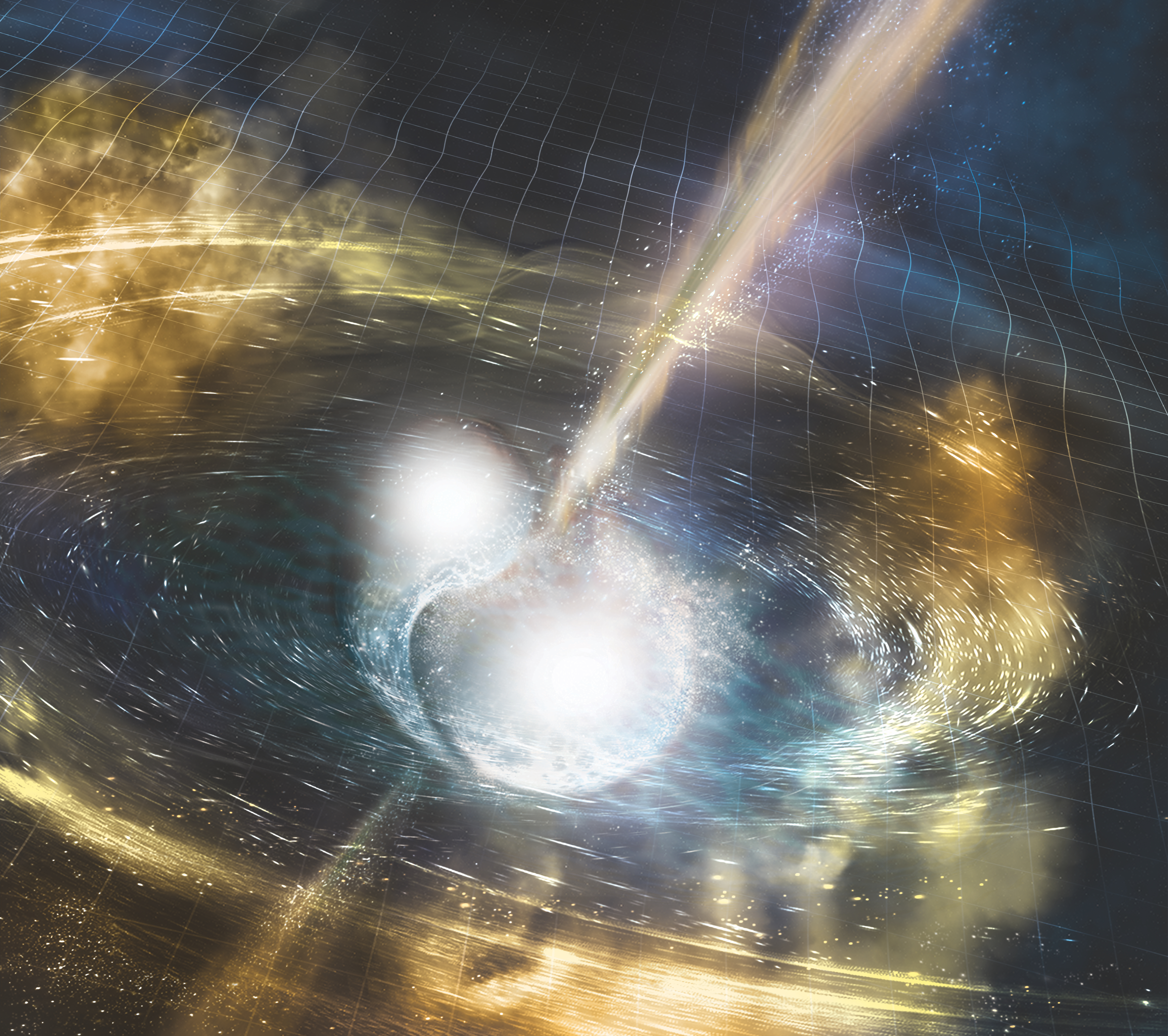
Ảnh minh họa hai sao neutron va chậm sáp nhập.

Tín hiệu điện từ đầu tiên đo được mang ký hiệu GRB 170817A, đó là chớp tia gamma ngắn, đo được ở thời điểm 1,74+0,05
−0,05 s sau khi hai sao neutron va chạm và kéo dài khoảng 2 giây.:5
GRB 170817A được kính thiên văn không gian tia gamma Fermi phát hiện, và hệ thống đã tự động thông báo 14 giây sau khi đo được. Sau khi nhóm LIGO/Virgo thông báo 40 phút sau đó, các kỹ sư của kính thiên văn không gian tia gamma INTEGRAL của ESA đã dò lại dữ liệu và cũng phát hiện ra số liệu tương tự như kính Fermi đã thông báo. Sự chênh lệch trong thời gian tia gamma đến giữa hai kính Fermi và INTEGRAL đã giúp thu hẹp diện tích bầu trời chứa nguồn phát.
Sự kiện GRB này tương đối mờ so với khoảng cách gần của thiên hà chứa nó NGC 4993, có khả năng là do tia phát ra từ vụ nổ không chiếu trực tiếp đến Trái Đất, mà lệch với một góc khoảng 30 độ.

## Theo dõi trong bước sóng điện từ

Ảnh chụp của Hubble về thiên hà NGC 4993 với ảnh nhỏ cho thấy sự biến đổi về độ sáng của GRB 170817A trong vòng 6 ngày. Ảnh của: NASA và ESA

Đường cong ánh sáng.

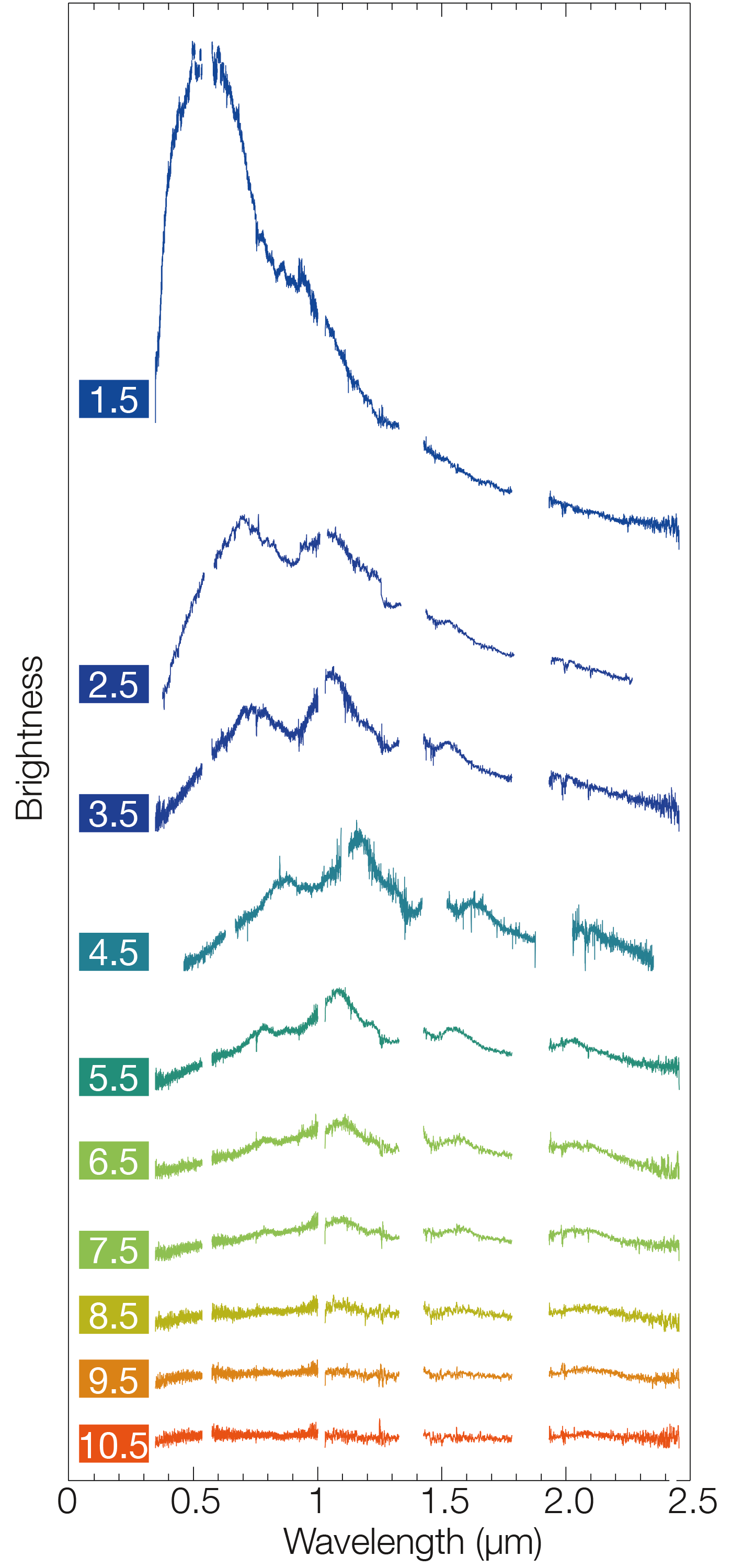
Sự thay đổi trong phổ quang học và hồng ngoại gần.

Một loạt thông báo tới các nhà thiên văn học khắp nơi trên thế giới đã được phát ra, bắt đầu bằng thông báo đã phát hiện được chớp gamma và các trạm LIGO/Virgo đo được tín hiệu sóng hấp dẫn, thông báo vào lúc 13:21, và phạm vi vị trí nguồn phát trên bầu trời được gửi đi vào lúc 17:54 UTC. Thông báo đã thúc đẩy một cuộc tìm kiếm trên quy mô toàn cầu bằng nhiều kính thiên văn robot và kính thiên văn khảo sát. Ngoài thử thách đó là phạm vi tìm kiếm rộng trên bầu trời (bằng khoảng 150 diện tích của trăng tròn), cuộc tìm kiếm cũng bị ảnh hưởng bởi vùng phạm vi nằm khá gần Mặt Trời trên bầu trời và chỉ có thể quan sát được trong vài tiếng sau hoàng hôn đối với bất kỳ một kính thiên văn trên mặt đất nào.
Tổng cộng đã có 6 đội tham gia (SSS, DLT40, VISTA, Master, DECam, Đài quan sát Las Cumbres (LCO) Chile) chụp ảnh cùng một phạm vi vùng bầu trời trong cách đều 90 phút.:5 Đội đầu tiên phát hiện ra vị trí nguồn phát quang học mà có thể liên quan tới nguồn sóng hấp dẫn đo là nhóm Swope Supernova Survey, khi họ phát hiện ra ở bức ảnh chụp thiên hà NGC 4993 ở thời điểm 10 tiếng và 52 phút sau sự kiện SHD bằng sử dụng kính thiên văn Swope đường kính 1 mét (3 ft 3 in) chụp ở bước sóng gần hồng ngoại tại Đài quan sát Las Campanas, Chile. Họ cũng là nhóm đầu tiên thông báo về vị trí này, và đặt tên cho sự kiện họ phát hiện được là SSS17a trong thông điệp gửi đi vào lúc 12 tiếng 26 phút sau sự kiện SHD. Nguồn phát quang học mới này sau đó được Hiệp hội Thiên văn học Quốc tế (IAU) định danh là AT 2017gfo.
Đội SSS tiến hành khảo sát mọi thiên hà trong phạm vi bầu trời khoanh bởi hai nhóm LIGO/Virgo và Fermi/INTEGRAL, và đã nhận ra một đốm sáng quang học mới xảy ra. Bằng sử dụng các dữ liệu thu thập được từ thiên hà chứa sự kiện, các nhà thiên văn có thể tìm ra khoảng cách đến nguồn phát và khoảng cách này khớp chính xác với khoảng cách ước tính độc lập chỉ dựa trên tín hiệu sóng hấp dẫn.:5
Việc phát hiện ra nguồn phát trong bước sóng quang học khả kiến và hồng ngoại gần đã giúp định vị nguồn phát sóng hấp dẫn tốt hơn rất nhiều, giảm độ bất định từ vài chục độ vuông xuống còn 0,0001 độ vuông; cho phép nhiều kính thiên văn lớn mặt đất và kính thiên văn không gian tiến hành các quan sát theo sau đó trong thời gian từ vài ngày đến hàng tuần. Chỉ trong vòng vài giờ sau khi phát hiện ra vị trí, thêm nhiều quan sát trong phổ sóng điện từ từ hồng ngoại đến ánh sáng khả kiến đã được thực hiện. Trong một vài ngày, màu của nguồn phát trong bước sóng quang học khả kiến đã thay đổi từ xanh lam sang đỏ khi đám mây vật chất phóng ra từ vụ nổ mở rộng vào không gian và nguội dần đi.
Các nhà thiên văn vật lý đã thu thập được nhiều dữ liệu phổ quang học và hồng ngoại; mà dữ liệu sơ bộ ban đầu chưa cho thấy các đặc tính của vụ nổ, nhưng chỉ sau vài ngày, họ đã thấy nhiều đặc trưng và kết luận rằng vật chất bắn ra từ vụ va chạm chuyển động với vận tốc gần bằng 10% tốc độ ánh sáng.
15,3 tiếng sau sự kiện SHD, kính thiên văn tia gamma Swift đã đo được tín hiệu trong bước sóng tử ngoại từ nguồn phát.:6 9 ngày sau, đài quan sát tia X Chandra đã phát hiện thấy có bức xạ tia X (mặc dù ban đầu kính thiên văn Chandra đã không phát hiện thấy). 16 ngày sau sự kiện, kính thiên văn vô tuyến mảng lớn Karl G. Jansky (VLA) đặt ở New Mexico đã thu được tín hiệu vô tuyến phát ra từ vị trí này. Tổng cộng có hơn 70 đài quan sát trên mặt đất và trong không gian đã tham gia chụp ảnh và thu thập dữ liệu trong toàn bộ phổ điện từ sự kiện va chạm sáp nhập hai sao neutron.
Có nhiều chứng cứ mạnh chứng tỏ AT 2017gfo quả thực có liên hệ với GW 170817: sự biến đổi màu sắc và phổ của nó thay đổi một cách khác thường so với một vụ nổ siêu tân tinh. Khoảng cách đến thiên hà NGC 4993 khớp với ước tính độc lập từ dữ liệu sóng hấp dẫn GW170817. Và không có một sự kiện thiên văn ngắn nào khác xảy ra trong phạm vi khoanh bởi LIGO/Virgo. Cuối cùng, nhiều ảnh chụp lưu trữ thiên văn cho thấy ở vị trí của AT 2017gfo, trước đây không hề có một sao biến đổi nào thuộc Ngân Hà nằm ở vị trí này.
Ngày 9 tháng 12 năm 2017, các nhà thiên văn thông báo sự bừng sáng của bức xạ tia X từ nguồn phát GW170817/GRB 170817A/SSS17a.

## Dữ liệu từ neutrino
Không có một hạt neutrino mà khớp với nguồn phát được tìm thấy ở các cuộc tìm kiếm tiếp theo của các trạm quan sát neutrino IceCube và ANTARES và ở đài quan sát Pierre Auger. Một cách giải thích cho việc không phát hiện có luồng hạt neutrino liên quan tới sự kiện là bởi vì nó chùm tia bức xạ không chiếu thẳng tới Trái Đất mà lệch dưới một góc (tương tự như việc xác định năng lượng của chớp gamma GRB170817A là tương đối yếu).

## Tầm quan trọng trong khoa học

Thời gian biểu khám phá các sự kiện GW170817, GRB 170817A, SSS17a/AT 2017gfo, và những quan sát sau đó được thể hiện bằng các thông điệp và bước sóng theo thời gian tc của sự kiện sóng hấp dẫn.